# 雅納茲宮

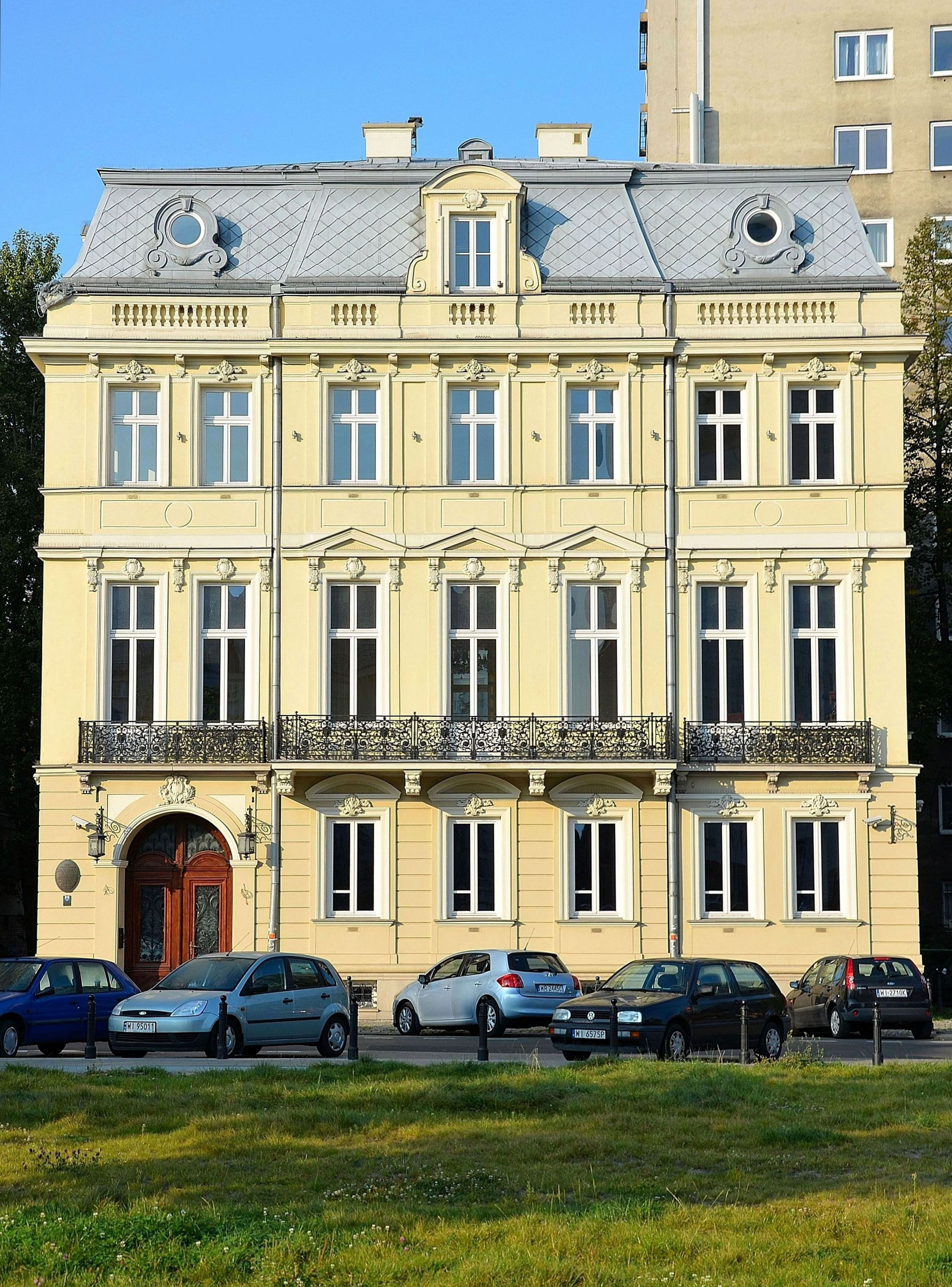
雅納茲宮

雅納茲宮（Pałac Janaszów）是波蘭首都華沙的一座歷史建築，修建於1870年至1880年。這座建築在二戰中受影響較小，是華沙保存狀況最好的19世紀後期建築。